# خنان (مرض)

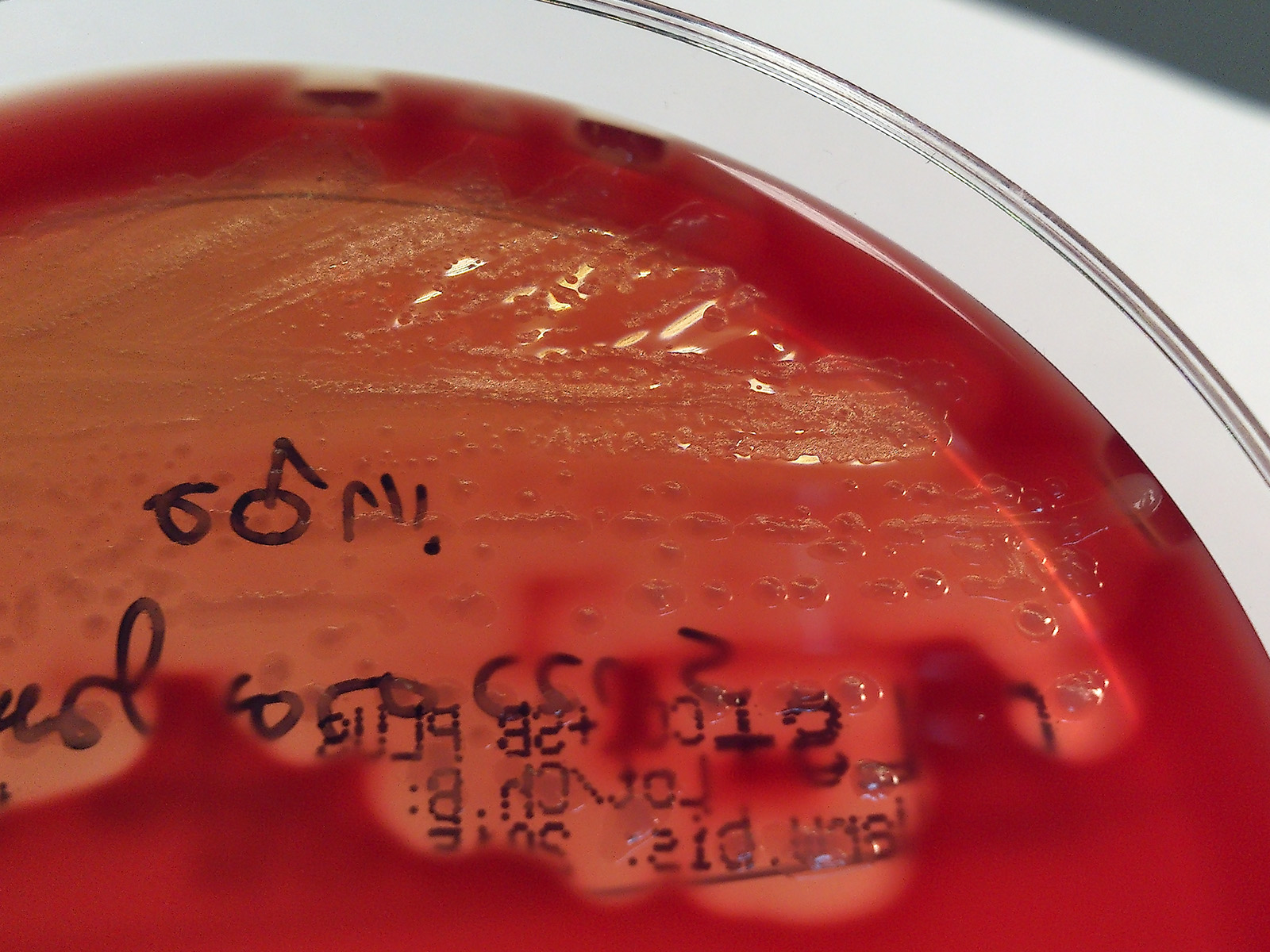
مستعمرات عقدية الخيل على طبق آغار

الخُنان أو خُنَاق الخيل عدوى معدية في الجهاز التنفسي العلوي للخيول تسببها بكتيريا موجبة الجرام، عقدية الخيل.  ينتج من ذلك أن الغدد الليمفاوية تتضخم وتضغط على البلعوم والحنجرة والقصبة الهوائية، ويمكن أن تسبب انسداد مجرى الهواء مما يؤدي إلى الوفاة، ومن هنا يأتي الاسم. الخنان متوطنة في الخيول المستأنسة في جميع أنحاء العالم. أدت الطبيعة المعدية للمرض إلى تقييد الأحداث الرياضية أحيانًا.

## الأعراض

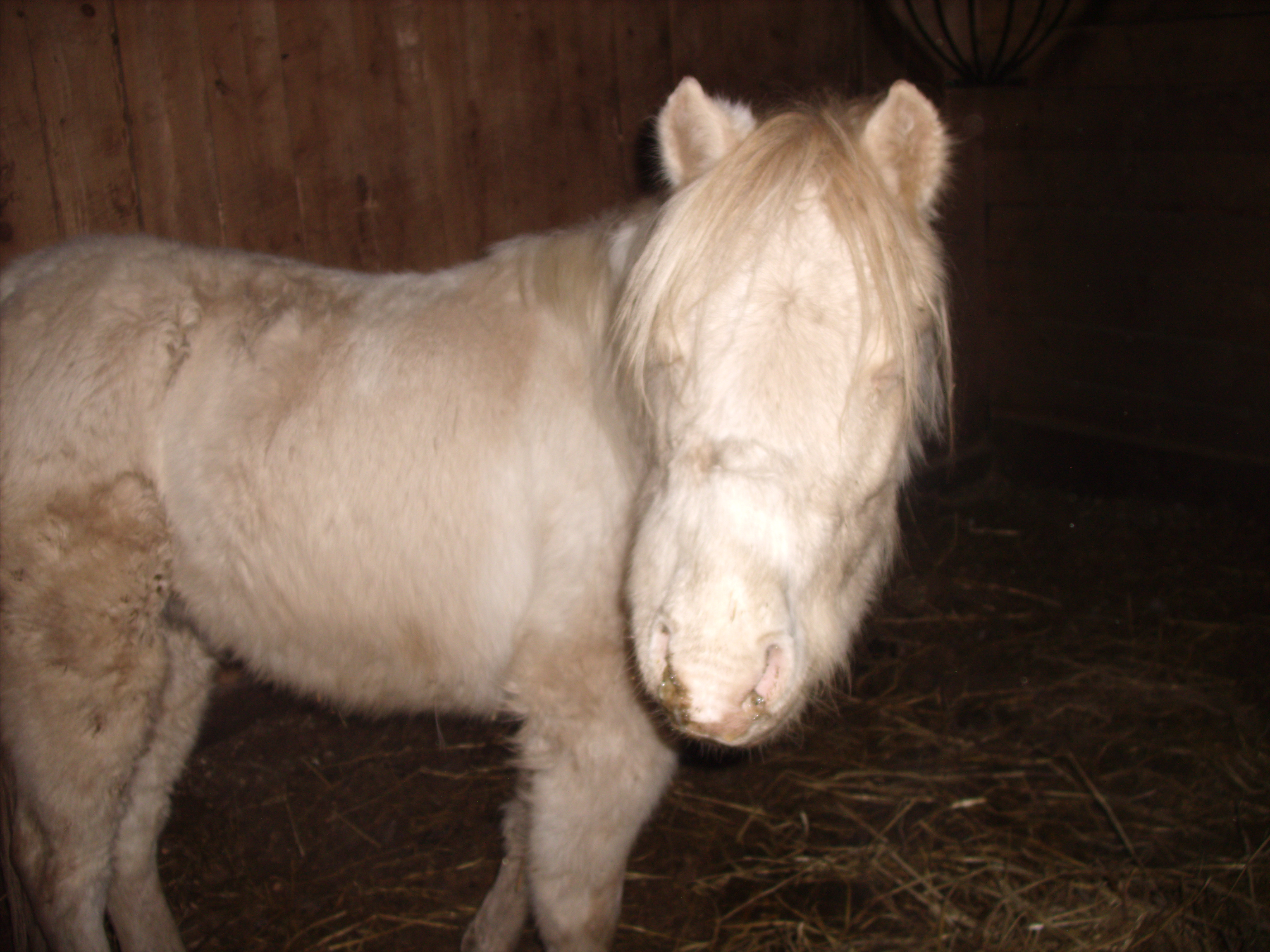
مهر يبلغ من العمر عامين مع حالة خنان غير معالجة عمرها أسبوع

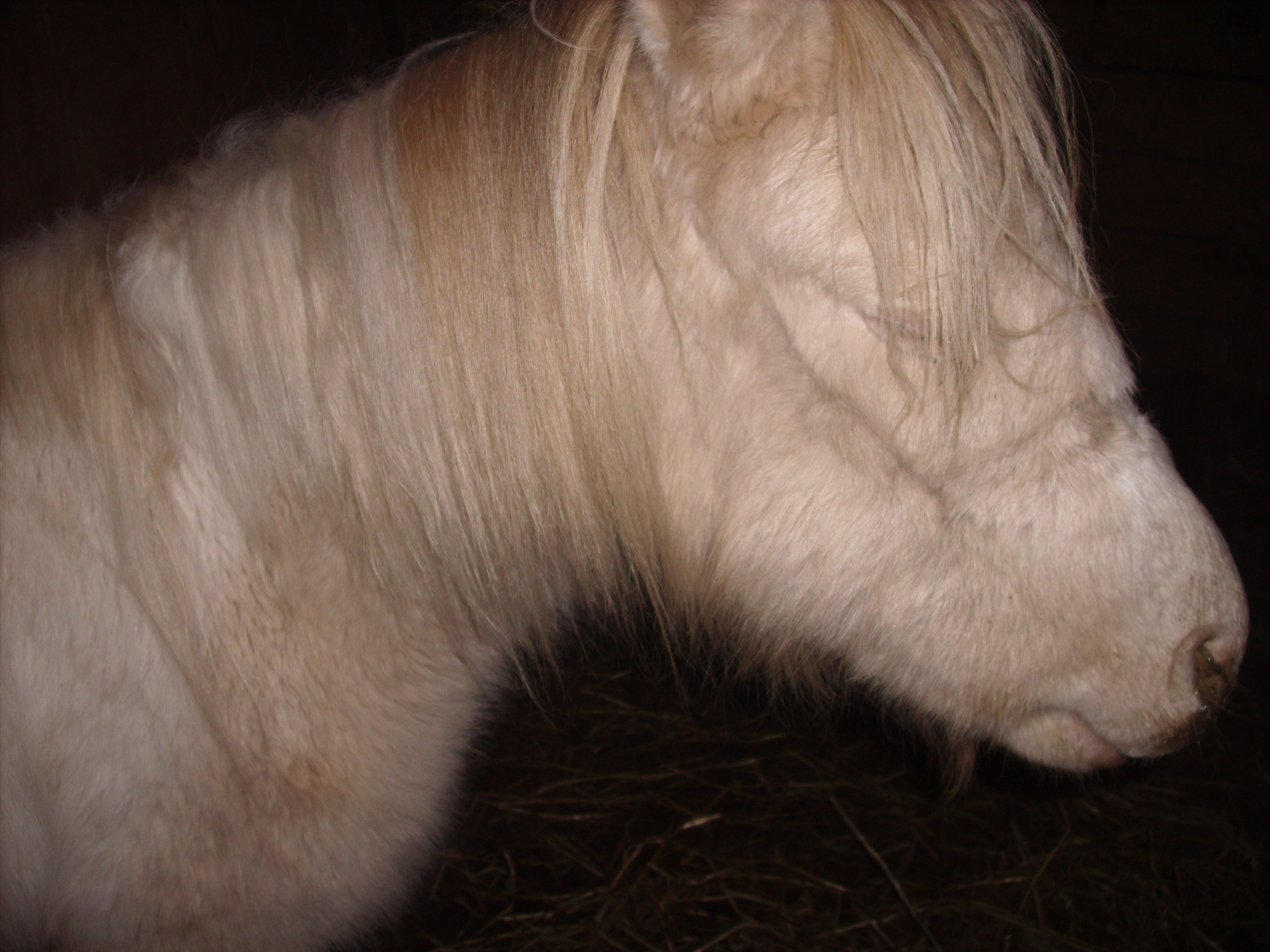
ينتقل التورم إلى الفم

يصاب الحصان المصاب بالخناق عادةً بخراجات في العقد الليمفاوية في الرأس والرقبة ما يتسبب في نوبات سعال وصعوبة في البلع. تشمل العلامات السريرية حمى تصل إلى 106 درجة فهرنهايت وإفرازات أنفية صفراء اللون من الأنف والعينين. 
قد تتكون الخراجات في مناطق أخرى من الجسم، مثل البطن والرئتين والدماغ. يعد هذا شكلًا مزمنًا من الخنق يسمى bastard strangles، والذي يمكن أن يكون له آثار خطيرة إذا تمزق الخراج. تصاب الخيول بالخنان عندما تتعرض أجهزتها المناعية للخطر أو إذا غزت البكتيريا الجسم بسرعة.

### المضاعفات
تشمل المضاعفات المحتملة أن يصبح الحصان حاملًا مزمنًا للمرض، والاختناق بسبب تضخم الغدد الليمفاوية التي تضغط على الحنجرة أو القصبة الهوائية، وbastard strangles (ينتشر إلى مناطق أخرى من الجسم)، والالتهاب الرئوي، والجيب الحلقي المليء بالقيح، والخراجات، ونزيف البرفرية، وأمراض القلب . متوسط مسار هذا المرض هو 23 يومًا.

## السبب
ينتشر المرض من حصان مصاب إلى آخرين عندما يلوث بإفرازات الأنف أو القيح من العقد الليمفاوية النازفة المراعي وأحواض التغذية والمفارش وما إلى ذلك. 

## الوقاية
يتوفر كل من اللقاحات العضلية والقطرات الأنفية مع أن فعاليتها لا تزيد عن 50٪. يمكن أن يساعد عزل الخيول الجديدة لمدة أربعة إلى ستة أسابيع، والعزل الفوري للخيول المصابة، وتطهير الأكشاك، ودلاء المياه، وأحواض العلف، وغيرها من المعدات في منع انتشار الخناق. كما هو الحال مع أي مرض معدي، فإن غسل اليدين أداة بسيطة وفعالة. 

## العلاج
كما هو الحال مع العديد من عدوى المكورات العقدية، فإن المضادات الحيوية بيتا لاكتام (مثل البنسلين) هي أكثر العلاجات فعالية، لكن بعض السلطات ترى أن استخدام المضادات الحيوية هو مضاد استطباب بمجرد أن تبدأ الخراجات في التكون، لأنها تهيئ لانتشار العدوى اللمفاوية (bastard strangles)، والتي لديها معدل وفيات أعلى بكثير.
الحفاظ على نظافة الجرح بعد انفجار الخراج ضروري. استخدمم محلول بفدون اليود المخفف مع نتائج جيدة لتطهير الفتحة المفتوحة، وغسل الداخل بقسطرة ذات رأس محقنة أو بقنية حلمية، متبوعًا بغسل لطيف للحفاظ على المنطقة المحيطة نظيفة.
علاج الأعراض هو علاج بديل، حيث تستخدم العبوات الدافئة لتنضج الخراجات بحيث تجعلها أقل إيلامًا وأكثر راحة للخيول، ولكن بمجرد نضوج الخراجات، يجب الحفاظ عليها نظيفة لمنع حدوث المزيد من العدوى. يساعد هذا العلاج فقط في تقليل الألم بالنسبة للحصان بدلاً من علاج العدوى.

## النتائج
للخُنان معدل وفيات قدره 8.1٪. معدل الوفيات أقل في الحالات التي لا توجد بها مضاعفات مما هو عليه في حالات bastard strangles. المرض شديد العدوى ومعدلات الاعتلال عالية. من الضروري اتخاذ الاحتياطات اللازمة للحد من انتشار المرض وعادة ما يتم عزل المصابين. عادة ما تكون فترة العزل من 4 إلى 6 أسابيع ضرورية للتأكد من أن المرض لا يزال محتضنًا قبل إنهاء الحجر.

## علم الأوبئة
قد تصاب الخيول من أي عمر بالمرض إلا أن الخيول الأصغر سنًا وكبار السن أكثر عرضة للإصابة. قد تفتقر الخيول الصغيرة إلى المناعة ضد المرض لأنها لم تتعرض مسبقًا. قد يكون لدى الخيول المسنة جهاز مناعة أضعف.